# Heritiera papilio
Heritiera papilio är en malvaväxtart som beskrevs av Richard Henry Beddome. Heritiera papilio ingår i släktet Heritiera och familjen malvaväxter. Inga underarter finns listade i Catalogue of Life.